# Store Ajstrup
Store Ajstrup er en landsby i De Himmerlandske Heder med 83 indbyggere (2008). Store Ajstrup er beliggende seks kilometer sydvest for Sebbersund og 32 kilometer sydvest for Aalborg. Landsbyen hører under Aalborg Kommune og er beliggende i Store Ajstrup Sogn.
Byens bebyggelsesstruktur har gårde og aktivt landbrugsliv. Ældre parcelhuse ligger mellem de gamle gårde, og flere steder er der åbne kig mellem husene til de omkringliggende marker. Brus Å løber i byens udkant.
Landsbyen har gadekær, boldbane og forsamlingshus. Der er centralt i byen en brugsforretning med dagligvarehandel og køkken- og hvidevarer, som daglig besøges af regionens borgere. 